# Вишневський Віталій Вікторович
Віталій Вікторович Вишневський (рос. Виталий Викторович Вишневский; 18 березня 1980, м. Харків, СРСР) — російський хокеїст, захисник. Заслужений майстер спорту Росії (2009).

## З життєпису
За походженням українець. Вихованець хокейної школи «Торпедо» (Ярославль). Виступав за «Торпедо» (Ярославль), «Анагайм Дакс», «Цинциннаті Майті-Дакс» (АХЛ), «Хімік» (Воскресенськ), «Атланта Трешерс», «Нашвілл Предаторс», «Нью-Джерсі Девілс», СКА (Санкт-Петербург), «Локомотив» (Ярославль), «Сєверсталь».
В чемпіонатах НХЛ — 552 матча (16+52), у турнірах Кубка Стенлі — 40 матчів (0+5).
У складі національної збірної Росії учасник зимових Олімпійських ігор 2006 (8 матчів, 0+1), учасник чемпіонатів світу 1999, 2001 і 2009 (22 матча, 0+4). У складі молодіжної збірної Росії учасник чемпіонату світу 1999. У складі юніорської збірної Росії учасник чемпіонатів Європи 1997 і 1998.
Досягнення
- Чемпіон світу (2009)
- Володар Кубка Шпенглера (2010)
- Переможець молодіжного чемпіонату світу (1997)
- Бронзовий призер юніорського чемпіонату Європи (1998).